# ソンゲ語
ソンゲ語（Songe、Songye、Lusonge、Yembe、Northeast Luba）はバントゥー語群に属する言語である。話者はコンゴ民主共和国に居住する。